# Монастыри Уфы
Монастыри Уфы — православные монастыри и общины, которые существовали с момента основания города Уфы и до 1920-х годов, когда часть из них преобразована в трудовые артели и коммуны, а другие — упразднены, утрачены или уничтожены. Частично сохранились монастырские здания и церкви, которые также относятся к объектам культурного наследия и памятникам архитектуры и истории.
В 1917 году в Уфе действовало два монастыря, ныне — один.

## История
По предположению Р. Г. Игнатьева, ещё до вхождения Башкортостана в состав Русского государства в 1554–1557 годах, и строительства Уфимской крепости в 1576 году, в крае, входившим тогда в состав орд и ханств распавшейся Золотой Орды, селились пустынники, монахи, отшельники и аскеты, как по одному, так и группами (братиями).
Первые упоминания о монастырях в Уфе относятся к концу 1570-х годов, среди которых — Сергиевский мужской, Христорождественский женский и Успенский мужской. C 1799 года по начало XX века в Уфимской губернии возникло 17 монастырей и общин, из них — два монастыря в Уфе: Благовещенский женский и вновь созданный Успенский мужской, упразднённый в ходе секуляризации. По истории Уфимской епархии периода 1799–1917 годов существуют дореволюционные публикации.
В 1917 году проживало около 500 монашествующих и 1850 послушников.
К 1994 году в Уфимской епархии насчитывалось 18 монахов и 23 монахини. К 2013 году в Башкортостане действует восемь монастырей.

## Крестовоздвиженский женский монастырь
9 января 1994 года открыт Крестовоздвиженский Благовещенский женский монастырь при Крестовоздвиженской церкви. В 1995 году его первой настоятельницей стала монахиня Рафаила (Виницкая), насельница Свято-Троицкого Рижского монастыря. Под началом у неё было 4 монахини. 27 сентября 1995 года ходатайством управляющего епархией епископа Уфимского и Стерлитамакского открыт Благовещенский женский монастырь при Богородской церкви, а затем утверждён Святейшим Патриархом Московским и всея Руси Алексием II. В 1998 году монастырь переведён в Стерлитамак, а на его место из Богородской церкви переведён Уфимский центр дистанционного обучения Православного Свято-Тихоновского богословского института Москвы.

## Иверский женский монастырь
При Казанско-Богородской церкви в селе Богородском (ныне — Инорс) ранее находилось подворье Бугабашского Богородице-Одигитриевского женского монастыря, созданного в 1900 году. При Архиерейском подворье с 2013 года образовалась монашеская община, название которой связано со старинной Иверской иконой Божией Матери, переданной митрополитом Уфимским и Стерлитамакским Никоном, и являющейся её главной святыней. В 2015 году общину возглавила игуменья Моисея (Ракитина), которая в 2008–2014 года была игуменьей Бугабашского Богородице-Одигитриевского женского монастыря.
Монастырь был открыт постановлением Священного Синода от 14 мая 2018, на должность настоятельницы назначена игуменья Моисея (Ракитина).